# Granton (Wisconsin)
Granton es una villa ubicada en el condado de Clark en el estado estadounidense de Wisconsin. En el Censo de 2010 tenía una población de 355 habitantes y una densidad poblacional de 240,89 personas por km².

## Geografía
Granton se encuentra ubicada en las coordenadas 44°35′19″N 90°27′43″O / 44.58861, -90.46194. Según la Oficina del Censo de los Estados Unidos, Granton tiene una superficie total de 1.47 km², de la cual 1.46 km² corresponden a tierra firme y (0.7%) 0.01 km² es agua.

## Demografía
Según el censo de 2010, había 355 personas residiendo en Granton. La densidad de población era de 240,89 hab./km². De los 355 habitantes, Granton estaba compuesto por el 98.59% blancos, el 0% eran afroamericanos, el 0% eran amerindios, el 0.56% eran asiáticos, el 0% eran isleños del Pacífico, el 0.28% eran de otras razas y el 0.56% pertenecían a dos o más razas. Del total de la población el 1.13% eran hispanos o latinos de cualquier raza.